# Aeroportul Palo Verde
Aeroportul Palo Verde (IATA: SRL) este un aeroport din Mulegé⁠(d), Baja California Sur, Mexic ce deservește zona Santa Rosalía⁠(d).
Situat la o altitudine de 17 m, aeroportul dispune de o singură pistă.